# العلاقات الإثيوبية الدومينيكية
العلاقات الإثيوبية الدومينيكية هي العلاقات الثنائية التي تجمع بين إثيوبيا ودومينيكا.

## مقارنة بين البلدين
هذه مقارنة عامة ومرجعية للدولتين:
| وجه المقارنة                                              | إثيوبيا                        | دومينيكا              |
| --------------------------------------------------------- | ------------------------------ | --------------------- |
| المساحة (كم2)                                             | 1.10 مليون                     | 751                   |
| عدد السكان (نسمة)                                         | 104.96 مليون                   | 73.92 ألف             |
| الكثافة السكانية (ن./كم²)                                 | 95.42                          | 9.84 ألف              |
| العاصمة                                                   | أديس أبابا                     | روسو                  |
| اللغة الرسمية                                             | اللغة الأمهرية                 | لغة إنجليزية          |
| العملة                                                    | بير إثيوبي                     | دولار شرق الكاريبي    |
| الناتج المحلي الإجمالي (بليون دولار)                      | 80.56 مليار                    | 562.54 مليون          |
| الناتج المحلي الإجمالي (تعادل القوة الشرائية) بليون دولار | 161.90 مليار                   | 789.63 مليون          |
| الناتج المحلي الإجمالي الاسمي للفرد دولار أمريكي          | 619                            | 7.12 ألف              |
| الناتج المحلي الإجمالي للفرد دولار أمريكي                 | 1.50 ألف                       | 10.88 ألف             |
| مؤشر التنمية البشرية                                      | 0.442                          | 0.724                 |
| رمز المكالمات الدولي                                      | +251                           | +1767                 |
| رمز الإنترنت                                              | .et                            | .dm                   |
| المنطقة الزمنية                                           | ت ع م+03:00، توقيت شرق أفريقيا | 00، توقيت أطلنطي موحد |

## منظمات دولية مشتركة
يشترك البلدان في عضوية مجموعة من المنظمات الدولية، منها:
| علم المنظمة | اسم المنظمة                                 | تاريخ انضمام إثيوبيا | تاريخ انضمام دومينيكا |
| ----------- | ------------------------------------------- | -------------------- | --------------------- |
|             | الاتحاد البريدي العالمي                     | ?                    | ?                     |
|             | مؤسسة التنمية الدولية                       | 11 أبريل 1961        | 29 سبتمبر 1980        |
|             | منظمة حظر الأسلحة الكيميائية                | ?                    | ?                     |
|             | الأمم المتحدة                               | 13 نوفمبر 1945       | 18 ديسمبر 1978        |
|             | وكالة ضمان الاستثمار متعدد الأطراف          | 13 أغسطس 1991        | 7 أكتوبر 1991         |
|             | منظمة الشرطة الجنائية الدولية               | ?                    | ?                     |
|             | مؤسسة التمويل الدولية                       | 20 يوليو 1956        | 29 سبتمبر 1980        |
|             | مجموعة دول أفريقيا والكاريبي والمحيط الهادئ | ?                    | ?                     |
|             | البنك الدولي للإنشاء والتعمير               | 27 ديسمبر 1945       | 29 سبتمبر 1980        |
|             | الاتحاد الدولي للاتصالات                    | 20 فبراير 1932       | 28 أكتوبر 1996        |
|             | يونسكو                                      | 1 يوليو 1955         | 9 يناير 1979          |

## وصلات خارجية
- موقع وزارة الخارجية الإثيوبية